# Murcia Cobras 2019
Questa voce raccoglie le informazioni riguardanti i Murcia Cobras nelle competizioni ufficiali della stagione 2019.

## LNFA Serie A 2019

### Stagione regolare
| Las Rozas de Madrid 20 gennaio 2019, ore 12:00 | Las Rozas Black Demons | 41 – 6 referto | Murcia Cobras | Campo de Rugby El Cantizal |

| Maracena 2 febbraio 2019, ore 16:30 | Granada Lions | 0 – 48 referto | Murcia Cobras | Ciudad Deportiva |

| Murcia 9 febbraio 2019, ore 17:00 | Murcia Cobras | 41 – 0 referto | Fuengirola Potros | Estadio José Barnés |

| Badalona 24 febbraio 2019, ore 11:30 | Badalona Dracs | 49 – 26 referto | Murcia Cobras | Campo de fútbol Pomar |

| Murcia 2 marzo 2019, ore 17:00 | Murcia Cobras | 39 – 34 referto | Las Rozas Black Demons | Estadio José Barnés |

| Murcia 16 marzo 2019, ore 17:00 | Murcia Cobras | 40 – 0 referto | Granada Lions | Complejo Municipal José Barnés |

| Fuengirola 24 marzo 2019, ore 12:00 | Fuengirola Potros | 8 – 26 referto | Murcia Cobras | Polideportivo Elola |

| Murcia 6 aprile 2019, ore 17:00 | Murcia Cobras | 35 – 6 referto | Valencia Firebats | Estadio José Barnés |

### Playoff
| 27 aprile 2019 | Osos de Rivas | 41 – 61 | Murcia Cobras |  |

| 12 maggio 2019 | Badalona Dracs | 40 – 20 | Murcia Cobras |  |

## XXIV Copa de España

### Fase a eliminazione diretta
| 9 novembre 2019, ore 17:00 | Las Rozas Black Demons | 20 – 0 | Murcia Cobras |  |

## Statistiche di squadra
| Competizione           | %Vittorie | In casa | In casa | In casa | In casa | In casa | In casa | In trasferta | In trasferta | In trasferta | In trasferta | In trasferta | In trasferta | Totale | Totale | Totale | Totale | Totale | Totale |
| Competizione           | %Vittorie | G       | V       | N       | P       | Pf      | Ps      | G            | V            | N            | P            | Pf           | Ps           | G      | V      | N      | P      | Pf     | Ps     |
| ---------------------- | --------- | ------- | ------- | ------- | ------- | ------- | ------- | ------------ | ------------ | ------------ | ------------ | ------------ | ------------ | ------ | ------ | ------ | ------ | ------ | ------ |
| LNFA Stagione regolare | .750      | 4       | 4       | 0       | 0       | 155     | 40      | 4            | 2            | 0            | 2            | 106          | 98           | 8      | 6      | 0      | 2      | 261    | 138    |
| LNFA Playoff           | .500      | 0       | 0       | 0       | 0       | 0       | 0       | 2            | 1            | 0            | 1            | 81           | 81           | 2      | 1      | 0      | 1      | 81     | 81     |
| Coppa                  | .000      | 0       | 0       | 0       | 0       | 0       | 0       | 1            | 0            | 0            | 1            | 0            | 20           | 1      | 0      | 0      | 1      | 0      | 20     |
| Totale                 | .636      | 4       | 4       | 0       | 0       | 155     | 40      | 7            | 3            | 0            | 4            | 187          | 199          | 11     | 7      | 0      | 4      | 342    | 239    |